# Worms-Rheindürkheim
Rheindürkheim est depuis le 7 juin 1969 un quartier de Worms situé au sud du Wonnegau .
Le village se trouve à quelque 8 km au nord du centre de Worms sur la rive gauche du Rhin. Dans l'ouest Rheindürkheim est limitrophe de Osthofen, au nord il y a le quartier Worms-Ibersheim.

## Blason
Aujourd'hui, les armoiries de l'après-guerre de Worms-Rheindürkheim montrent un bouclier divisé en quatre parties : 
1. Le lion couronné montre la liaison avec le Kurpfalz.
2. Les trois aigles en dessous datent du pouvoir des Ducs de Leiningen.
3. La clé (de Worms) croisée par la crosse (des évêques de Worms), et là-dessous
4. Les outils des bateliers et des paysans, les anciens habitants du village.

## Histoire
Les premières traces de colonie datent du néolithique en passant par le temps des Celtes jusqu'au temps des Romains.
Un contrat de donation date du 21 octobre 812 par lequel Werner I. (Präfekt des Ostlandes) donne une ferme à l'Abbaye de Lorsch .
À part du Kurpfalz il y avait encore d'autres souverains: Le Diocèse de Worms avec le Stift Sankt-Paulus et les Ducs de Leiningen. En 1689, le village était complètement détruit à la suite de la kurpfälzische Erbfolgekrieg. Après la reconstruction en 1798, il était sous l'administration française jusqu'en 1814 comme toute la rive gauche donc un village dans le Département Mont-Tonnerre et dans le Canton Bechtheim. En 1816, Rheindürkheim devenait une région de Hesse rhénane et était ainsi sous l'administration du Grand-duché de Hesse. 
Après la libération par la 45th US-Division au 26 mars 1945 Rheindürkheim est devenu une commune dans le land Rhénanie-Palatinat.

## Évolution démographique
Evolution de la population:
| Datum | Einwohner |
| ----- | --------- |
| 1925  | 1568      |
| 1933  | 1767      |
| 1939  | 1773      |
| 1968  | 2248      |
| 2012  | 2798      |

Au 31 décembre 2006, il y avait 2 964 habitants, 1 469 masculins et 1 495 féminins. 2 944 personnes y avaient la résidence primaire et 20 personnes y avaient la résidence secondaire. Le pourcentage d'étrangers au nombre d'habitants faisait 5,16 % .

## Culture locale et patrimoine

### Bâtiments
La mairie (en allemand : Rathaus) de 1737 et l'Église simultanée St. Peter de 1776 se trouvent au centre du village.

### Événements
- Rheinperlenfest, chaque dernier week-end de juin (une reine est couronnée)
- Rheinuferfest (fête sur la rive du Rhin)
- Kermesse de Rheindürkheim

### Réunions
Il y a environ 40 clubs, réunions, associations, partis politiques et institutions sociales dans ce faubourg de Worms.

## Économie et transport
Une importance économique (mais aujourd'hui historique) avait la fondation de la Vereinigte Strohstoff-Fabriken (production de la cellulose sur la base de paille) en 1886 avec le siège à Dresde et des fabrications à Coswig, Rheindürkheimer Fahrt et Dohna; à partir de 1948, l'administration prenait siège à Rheindürkheim. Le nom était maintenant Rheinische Strohzellstoff AG et devenait ainsi la plus ancienne et la plus grande industrie dans la fabrication de la cellulose en Allemagne. La paille comme matière première était plus ancienne que le bois et répondait à toute la demande de l'Allemagne d'ouest. Cela créait beaucoup d'emploi. En 1963, la fabrication sur la base de cette matière première diminuait. Finalement, la fabrication s'arrêtait et la société anonyme était liquidée, emplois et recettes fiscales disparaissaient. Aujourd'hui des centres logistiques s'implantent sur le terrain de l'ancien fabrique.

### Traffic

#### Routes
La B 9 passe par Rheindürkheim et un peu plus au sud il y a un accès à la A 61.

#### Transport en commun
La prochaine gare DB se trouve à Osthofen. La ligne 411 des Bus de Worms relie Rheindürkheim avec la gare centrale de Worms et continue à Osthofen. La ligne 432 relie Rheindürkheim avec les villages Ibersheim - Hamm - Eich- Gimbsheim - Guntersblum en partant de la gare de Worms. Dans le soir il y a un transport à la demande avec un tarif spécial.

#### Altrheinbahn
Il y avait un chemin de fer qui desservissait la courbe du Rhin entre Osthofen et Guntersblum en passant par Rheindürkheim (Aujourd'hui pratiquement la ligne 432 à partir de Rheindürkheim). La construction commençait en 1897 avec la trace entre Osthofen et Rheindürkheim. En 1993, le service était arrêté ;